# Émile Maechling
Émile Maechling (né le 10 janvier 1878 à Strasbourg et mort le 25 janvier 1964  dans la même ville) est un architecte, entrepreneur de construction, homme politique, footballeur amateur, et dirigeant sportif français, qui fut cadre de la ligue d'Alsace de football.

## Biographie
Fils de boulanger, Émile Maechling devient rapidement architecte renommé. Il a construit de très nombreuses maisons dans le quartier de la Robertsau, à Strasbourg.
En 1905, il est membre fondateur du FC Colmar. En 1920, il devient trésorier du comité régional de l'USFSA d'Alsace. Cette année-là, il est « fier d'annoncer un bénéfice de 1 091,10 Francs ».
De 1914 à 1954, il est associé à E. Franck dans une entreprise de construction située 11, route de la Wantzenau.
Conseiller municipal de Strasbourg de 1929 à 1959, il est très proche du maire Charles Frey. Il est adjoint au maire de 1935 à 1959.
Il meurt le 25 janvier 1964 à Strasbourg. 

## Homamges
Depuis 1970, l'ancienne rue des Fruits (Obstgasse), dans le quartier de la Robertsau, porte son nom.